# Demangan (Tahunan)
Demangan is een bestuurslaag in het regentschap Jepara van de provincie Midden-Java, Indonesië. Demangan telt 2204 inwoners (volkstelling 2010).